# سایوز۲۸

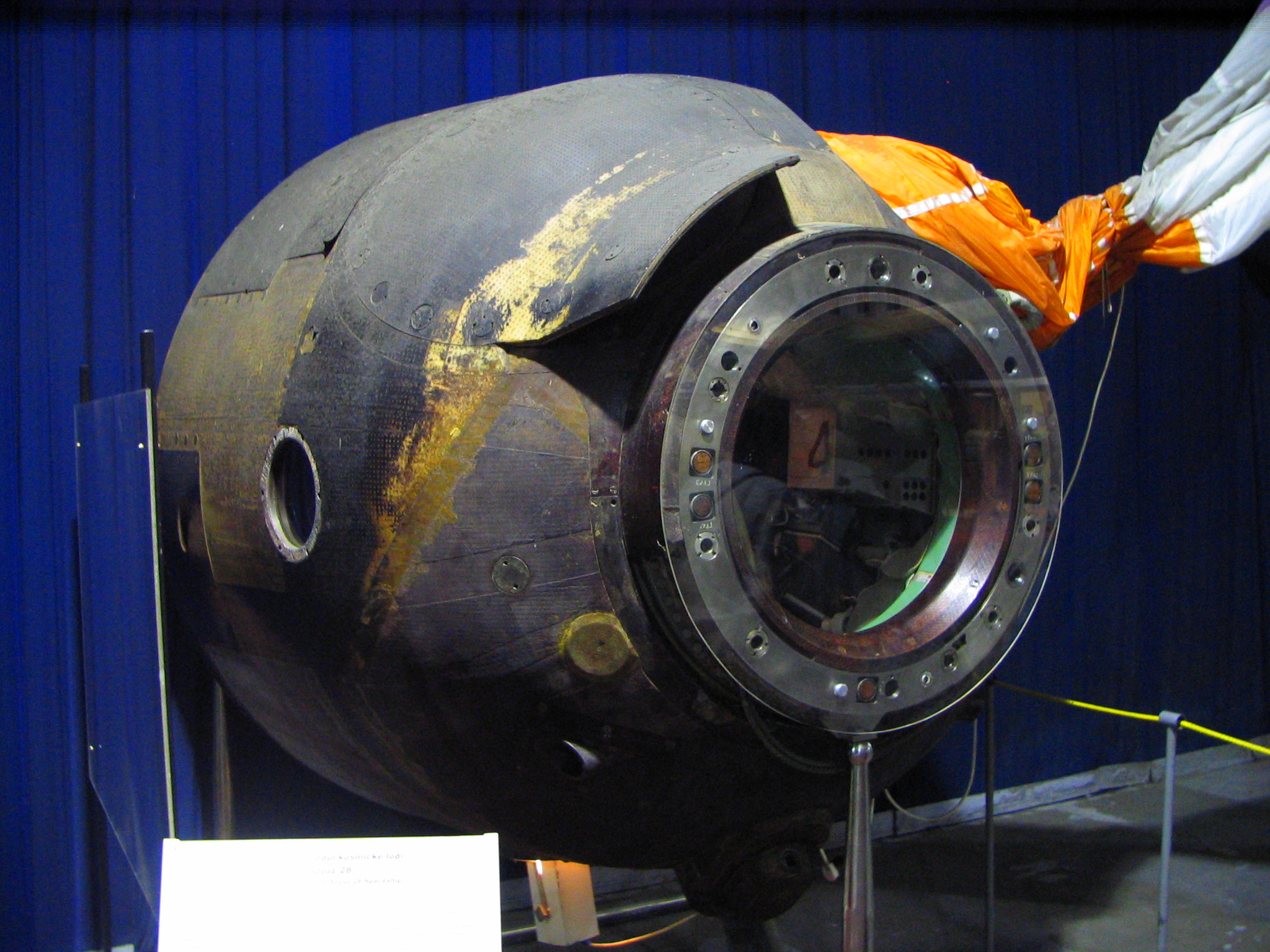
کپسول فرود سایوز۲۸ که در موزه فضایی پراگ به نمایش در می آید

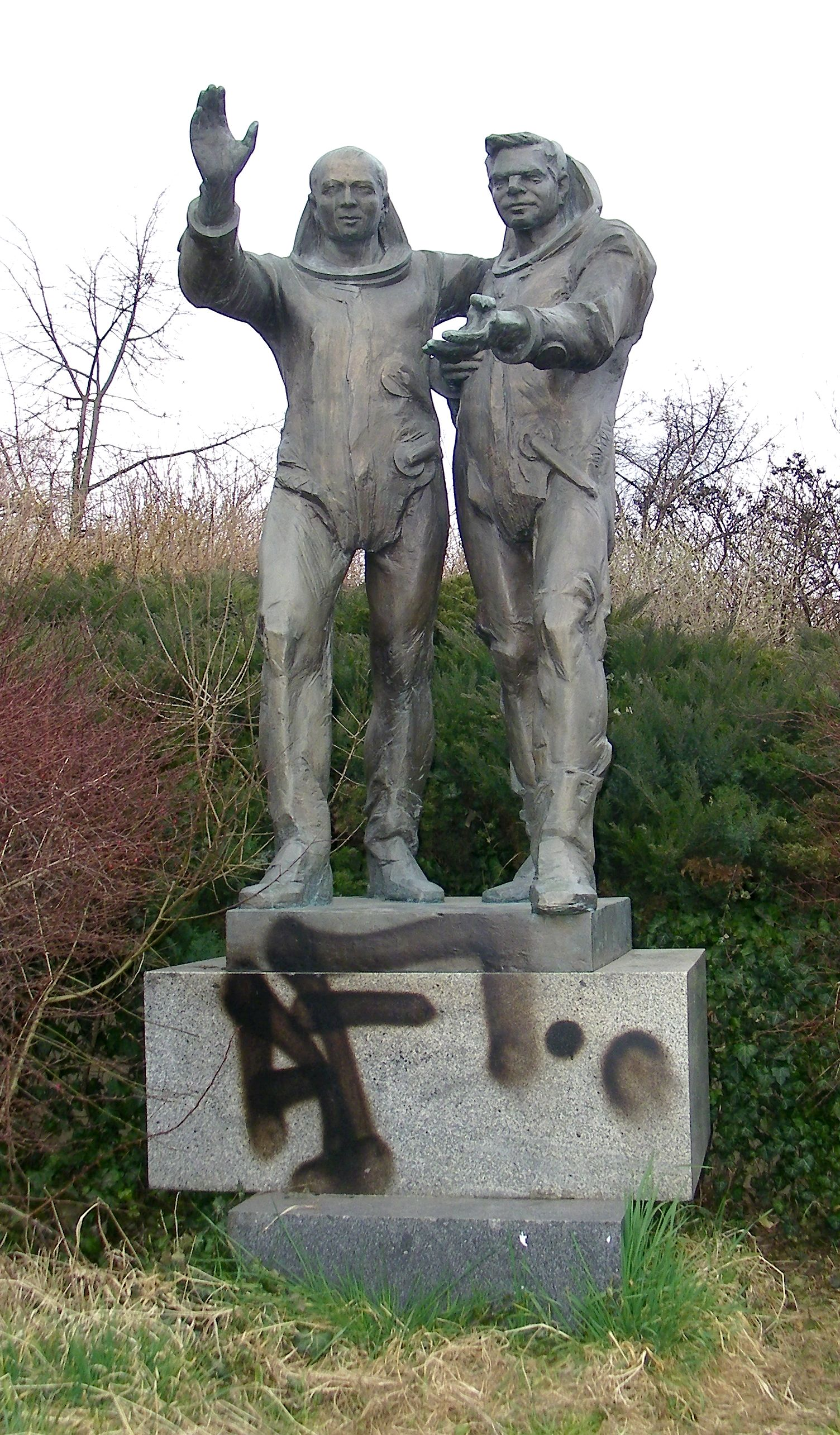
مجسمه فضانوردان سایوز۲۸ در نزدیکی پراگ

سایوز-۲۸ (به روسی: Союз 28)(به معنای اتحاد ۲۸) چهارمین مأموریت سرنشین دار سازمان فضایی شوروی به مقصد ایستگاه فضایی سالیوت۶ و سومین اتصال موفقیت‌آمیز به آن بود. سایوز۲۸ نخستین مأموریت از سری مأموریت های موسوم به اینترکسموس شوروی بود که برای نخستین بار یک شهروند غیر از کشورهای آمریکا و شوروی به فضا رهسپار شده و جوابی به برنامه های مشترک فضایی آمریکا با متحدان اروپای غربی خود با شاتل محسوب می شد. بر خلاف اهداف سیاسی ای که این مأموریت داشت، اما فضانوردان برخی آزمایش های بیولوژیکی نیز انجام دادند.

## خدمه مأموریت
| شماره | نام          | ملیت               | تعداد پرواز | نقش        | تصویر |
| ۱     | الکسی گوبارف | اتحاد جماهیر شوروی | ۲           | فرمانده    |       |
| ۲     | ولادیمیر رمک | چکسلواکی           | ۱           | محقق فضایی |       |